# مريم ابو ديفوار
مريم أبو ديفوار (بالإنجليزية: Maryam d'Abo)‏ (و. 1960  م) هي ممثلة، وممثلة أفلام، من المملكة المتحدة، ولدت في لندن.

## التعليم
تعلمت في مركز لندن للفنون الدرامية ‏.

## وصلات خارجية
- مريم دآبو على موقع IMDb (الإنجليزية)
- مريم دآبو على موقع قاعدة بيانات الأفلام العربية
- مريم دآبو على موقع ألو سيني (الفرنسية)
- مريم دآبو على موقع ميوزك برينز (الإنجليزية)
- مريم دآبو على موقع أول موفي (الإنجليزية)
- مريم دآبو على موقع قاعدة بيانات الأفلام السويدية (السويدية)
- مريم دآبو على موقع إن إن دي بي (الإنجليزية)
- مريم دآبو على موقع قاعدة بيانات الفيلم (الإنجليزية)
- مريم دآبو على موقع كينوبويسك (الروسية)